# Adelaide Liedertafel
Die Adelaide Liedertafel (deutsch: Adelaider Liedertafel; 1968 in Adelaide Liedertafel 1858 umbenannt) ist ein traditioneller Männerchor, den eingewanderte Deutsche im Jahr 1858 in der südaustralischen Stadt Adelaide gründeten.
Heute ist er der am längsten bestehende Chor in Australien.

## Name
Ursprünglich wurde der Männerchor in deutscher Sprache Adelaider Liedertafel genannt, dies ist auch auf dem Gründungsbanner aus dem Jahr 1858 dokumentiert. Vermutlich nach dem Ende des Ersten Weltkriegs wurde der Name in Adelaide Liedertafel anglisiert, wobei die Bezeichnung Liedertafel beibehalten blieb. Im Jahr 1968, anlässlich der 150-Jahr-Feier kam es zur Umbenennung in Adelaide Liedertafel 1858, eine Reminiszenz an das Gründungsdatum.

## Gründungsphase
Als die ersten Einwanderer aus dem deutschsprachigen Raum nach South Australia kamen, gründeten sie auch Gesangschöre. Die Adelaider Liedertafel wurde im Zeitraum von 1850 bis 1851 auf Initiative von Carl Linger gegründet. Linger war ein Musiker und Komponist, der mit seiner Familie 1848 aus Berlin nach South Australia ausgewandert war.
Linger dirigierte sowohl den Vorläufer Adelaider Liedertafel als auch einen weiteren Chor in Adelaide. 1855 vereinigten sich beide Chöre. Ein weiterer Sängerchor in Adelaide, die „Deutsche Liedertafel“ hatte bereits 1850 erste Auftritte abgehalten. Beide Chöre schlossen sich am 1. September 1858 zusammen und der Name Adelaider Liedertafel wurde offiziell.
In der ersten Zeit sang die Adelaider Liedertafel ausschließlich Lieder mit deutschen Texten. Dies änderte sich am 29. Oktober 1878 anlässlich des 20-jährigen Bestehens der Liedertafel, als erstmals auch Lieder mit englischen Texten gesungen wurden.
1904 hatte der Chor 143 Mitglieder. Zur Feier des 50-Gründungstags der Adelaider Liedertafel traten weitere Gesangschöre auf.
1910 wurde die Adelaider Liedertafel Mitglied der German Singers Association.

## Erster Weltkrieg
Der letzte öffentliche Auftritt vor dem Ersten Weltkrieg erfolgte am 17. Juni 1914. Aufgrund der Kriegshysterie in Australien wurden zahlreiche Deutschstämmige in Internierungslager inhaftiert. Dies betraf auch Chormitglieder. Hermann Homburg, der ebenfalls kurze Zeit interniert worden war, reorganisierte die Liedertafel nach dem Ende des Kriegs, die bald darauf auf 36 Mitglieder anwuchs.

## Zweiter Weltkrieg
Als der Zweite Weltkrieg begann, wurden erneut Deutschstämmige interniert. Deutsche Lieder wurden nicht mehr gesungen, deutschsprachiger Unterricht nicht mehr gehalten, deutsche Namen und Ortschaften wurden anglisiert. Nach dem Ende des Weltkriegs reorganisierte Hermann Homburg die Liedertafel erneut, was lange Zeit in Anspruch nahm.

## Nach 1945
Erst 1954 wurde ein Chorleiter gefunden. 1958 feierte die Adelaider Liedertafel ihr 100-jähriges Bestehen. Ein Jahr später bestand der Chor aus 40 Sängern. Im Jahr 1968 wurde der Name des Chors in Adelaider Liedertafel 1958 geändert.
Seit 1970 finden alle zwei oder drei Jahre sogenannte „Sängerfeste“ in unterschiedlichen Orten Australiens. Die ersten Sängerfeste wurden als Festival of German Songs angekündigt und erst später als Sängerfeste. An allen Sängerfesten hat die Adelaider Liedertafel 1858 bisher teilgenommen, außer im Jahr 1995, als der Chor in Deutschland auf einer Vortragsreise war.
Beim 120-jährigen Bestehen der Adelaider Liedertafel 1858 im Jahr 1978 sangen alle 400 anwesenden Sänger in der Auftaktveranstaltung gemeinsam die Australische und die Deutsche Nationalhymne.
Im Jahr 1980 wurde die Adelaider Junior Liedertafel gegründet. Dieser Chor sollte das Singen in einem Chor für junge Menschen attraktiver machen. Dieser Versuch schlug fehl.
Die Adelaider Liedertafel 1858 trat in den Jahren 1983, 1987 und 1995 in Deutschland auf.
Das 14. Sängerfest, das gleichzeitig zum 150-jährigen Bestehen der Adelaider Liedertafel 1858 im Jahr 2008 stattfand, wurde in der Adelaide Townhall abgehalten. Für ihre innovative Musikdarbietung erhielt dieser Chor hohen Zuspruch.
Im Jahr 2015 wurde der Adelaider Liedertafel 1858 ein neuer rechtlicher Status verliehen.